# Teufelstalbrücke
Die Teufelstalbrücke überführt die A 4 zwischen Hermsdorf (Entfernung 2 km) und Jena (15 km) westlich des Hermsdorfer Kreuzes über das Teufelstal im Saale-Holzland-Kreis in Thüringen. Die Autobahnraststätte Teufelstal schließt westlich an die Brücke an. Das heutige Bauwerk besteht aus zwei parallel verlaufenden Stahlbetonbogenbrücken mit jeweils 138 m Spannweite bei einer Gesamtlänge von 253 m.

## Brücke von 1938

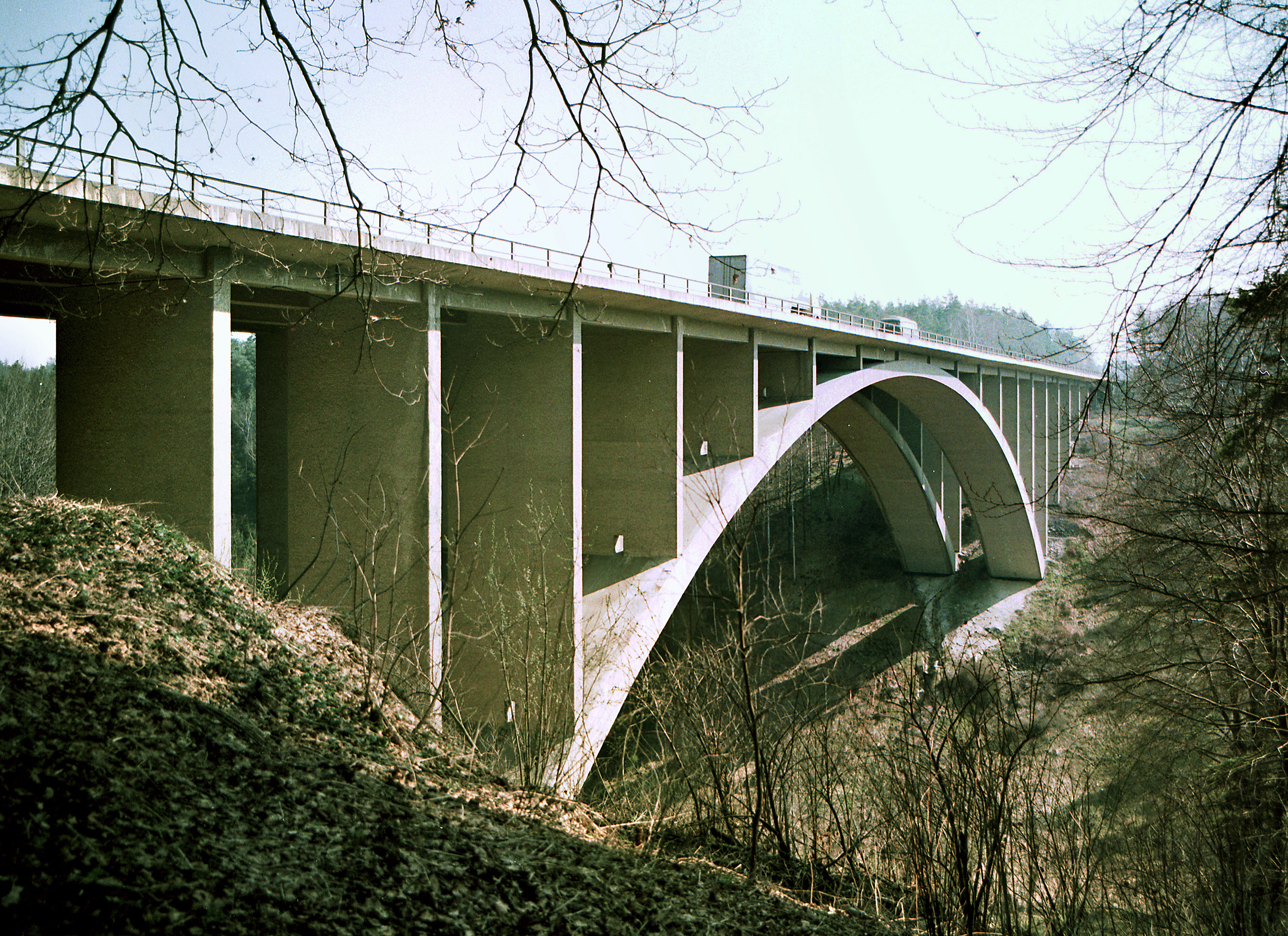
Die Brücke von 1938 im Jahr 1988

Die ursprüngliche Teufelstalbrücke entstand nach einem Vorentwurf des Brückenbüros der Obersten Bauleitung der Kraftfahrbahnen in Halle unter Mitwirkung von Arnold Agatz. Den endgültigen Entwurf beeinflusste wohl auch der Architekt Paul Bonatz. Die statische Beratung erfolgte durch Emil Mörsch, die Nachweise der Stabilität der Stahlbetonbögen führte Franz Dischinger und Untersuchungen zum Langzeitverhalten des Bauwerks führte Otto Graf. Die rund 2,1 Millionen Reichsmark teure Brücke, bestehend aus zwei Teilbauwerken, errichtete von Juni 1936 bis August 1938 das Unternehmen Grün & Bilfinger. Die Teufelstalbrücke war damals mit einer Bogenspannweite von 138 Metern weltweit die siebtgrößte Stahlbetonbogenbrücke und galt als ingenieurtechnische Meisterleistung.
Die Höhe betrug rund 54 m.
Die eingespannten Bögen waren 7,05 Meter breit und hatten an den Kämpfern eine Stärke von 2,8 Metern und im Scheitel eine von 1,3 Metern. Die darauf stehenden Ständerwände waren 6,75 Meter breit, in einem Abstand von 11 Metern angeordnet und trugen die als zweistegige Plattenbalken ausgebildeten Fahrbahnplatten.

## Brücke von 1998
60 Jahre später wurde von 1996 bis 1998 im Zuge des sechsstreifigen Ausbaus der Autobahn 4 südlich eine weitere Brücke, in gleicher Gestalt, aber mit doppeltem Abstand der Ständerwände, parallel zu der vorhandenen Brücke errichtet. Das geschah in fast der gleichen Bauweise wie in den 1930er Jahren, mit einem hölzernen Lehrgerüst. Im Mai 1998 wurde diese neue Brücke im Rahmen der Autobahnerweiterung übergeben. Als sich herausstellte, dass die alte Teufelstalbrücke nicht mehr sanierungsfähig war, wurde sie, obwohl unter Denkmalschutz stehend, 1999 abgerissen und bis 2002 durch eine neue Brücke (Nordseite) gleicher Konstruktionsart ersetzt.
Die Höhe des Brückenneubaus beträgt circa 53 m.

## Denkmale
Im oder am Teufelstal, nahe bei der Brücke, befinden sich die Denkmale „Notstandsstein“ und der „Emil-Reinhold-Stein“, die offenbar mit dem Brückenbau zusammenhängen.
Südlich der Brücke befindet sich im oder am (oberen) Teufelstal der „Jahrhundertstein“.

Artefakte im Umfeld der Brücke
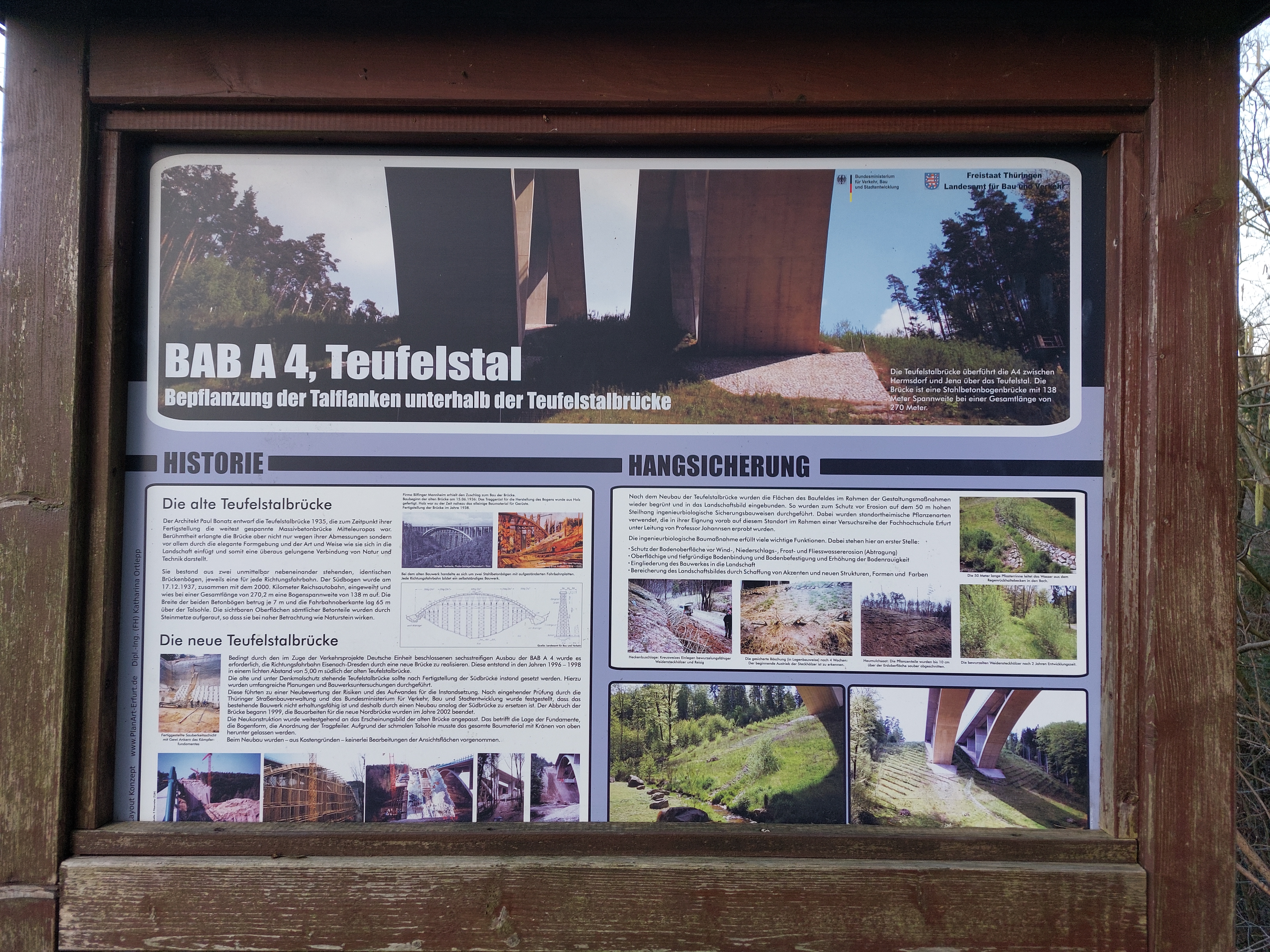
Infotafel (2025)
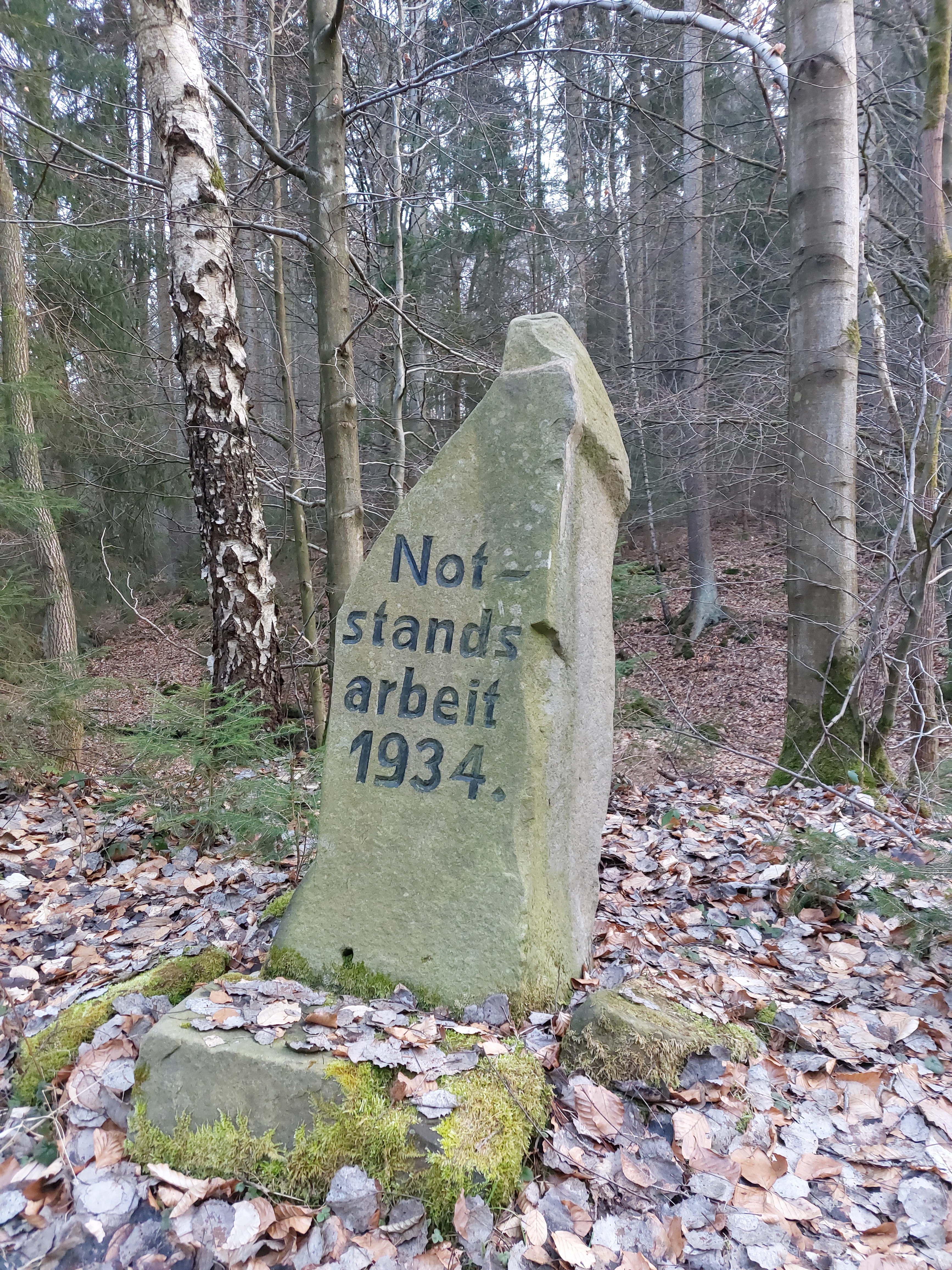
Stein am Teufelstalbach (2025)

## Trivia
Im Jahr 1991 wurde die Brücke zum Schauplatz des Kriminalfalls Stephanie Drews. Das zehnjährige Mädchen wurde unter der Brücke tot aufgefunden, nachdem es zuvor am 24. August 1991 in Weimar von einem fremden Mann in dessen Auto gelockt wurde. Schnell wurde klar, dass es sich um ein Sexualverbrechen handelte. Getötet wurde das Mädchen anschließend durch einen Stoß von der Brücke. Erst 27 Jahre später, am 4. März 2018 konnte der Täter ermittelt und festgenommen werden.